# Daniel Goddard
 (juillet 2011).
Si vous disposez d'ouvrages ou d'articles de référence ou si vous connaissez des sites web de qualité traitant du thème abordé ici, merci de compléter l'article en donnant les références utiles à sa vérifiabilité et en les liant à la section « Notes et références ».
Pour les articles homonymes, voir Goddard.
Daniel Richard Goddard II, né le 28 août 1971 à Sydney, est un mannequin et acteur. Il est connu pour ses rôles de Cane Ashby dans Les Feux de l'amour et de Dar dans BeastMaster.

## Biographie
Il avait presque terminé un diplôme en finance, quand il a été transféré à l'Ensemble Actors Studio sans terminer son diplôme. Après plusieurs apparitions théâtrales, Daniel décroche un rôle à la télévision dans le soap opera Australien « Home and Away » dans le rôle d'Eric Phillips.
Daniel part ensuite pour Hollywood en tant que mannequin pour Calvin Klein et Dolce & Gabbana.
Il débarque dans le rôle principal de Dar sur la BeastMaster de 1999 à 2002 et retourne dans son pays natal, l'Australie, pour y filmer la série. Le 12 janvier 2007, il rejoint le casting de la série américaine Les Feux de l'amour dans le rôle de Cane Ashby.
Goddard et sa femme Rachael ont deux fils, Martin Ford Goddard, né le 6 février 2006, et Sebastian William Goddard né le 19 décembre 2008.
Le 22 octobre 2019 il annonce sur les réseaux sociaux qu'il est viré des "Feux de l'amour".

## Filmographie

### Acteur
| Année     | Titre                                  | Rôle                     | Notes                                                               |
| --------- | -------------------------------------- | ------------------------ | ------------------------------------------------------------------- |
| 1995      | Home and Away                          | Eric Phillips            | 10 épisodes                                                         |
| 1999–2002 | BeastMaster, le dernier des survivants | Dar                      | (65 épisodes)                                                       |
| 2001      | South Pacific                          | NC                       | Téléfilm; non crédité[réf. nécessaire]                              |
| 2003      | Dream Warrior                          | Rage                     | Film                                                                |
| 2004      | Wild Card                              | Nigel                    | Épisode: "Auntie Venom"                                             |
| 2004      | Monk                                   | Evan Corker              | Épisode: "Monk et la femme du capitaine"                            |
| 2005      | Age of Kali                            | NC                       | Film                                                                |
| 2006      | Lightspeed                             | Python / Edward Bartlett | Téléfilm                                                            |
| 2007      | These Boots Are Made for Walken        | Bennie Brenner           | Court métrage                                                       |
| 2007–2019 | Les Feux de l'amour                    | Cane Ashby               | Rôle récurrent (548 épisodes)                                       |
| 2009      | Immortally Yours                       | Alex Stone               | Direct-to-DVD film; aussi connu sous le nom de Le Baiser du vampire |
| 2009      | The Perfect Sleep                      | Sergei                   | Film                                                                |
| 2025      | General Hospital                       | Henry Dalton             |                                                                     |

### Scénariste
| Année     | Titre       | Notes      |
| --------- | ----------- | ---------- |
| 2000–2002 | Beastmaster | 6 épisodes |